# Oclusiva uvular sorda
La oclusiva uvular sorda es un tipo de sonido  consonántico usado en algunas lenguas orales. Es pronunciado como [k], salvo que la lengua no contacta con el paladar suave sino con la úvula. El símbolo del Alfabeto Fonético Internacional que representa este sonido es q y su equivalente en X-SAMPA es q.

## Características
- Su modo de articulación es oclusivo, lo que significa que se produce por la obstrucción del flujo del aire en la tracto bucal.
- Su punto de articulación es uvular, es decir, se articula con el dorso de la lengua contra o cerca de la úvula.
- Su tipo de fonación es sorda, esto es, se produce sin vibrar las cuerdas vocales.
- Es una consonante oral, lo que significa que el aire escapa por la boca.
- Es una consonante central, que significa que es producida permitiendo al aire fluir por la mitad de la lengua, en vez de los lados.
- La iniciación es egresiva pulmónica, que significa que es articulada empujando el aire de los pulmones y a través del tracto vocal, en vez del glotis o la boca.